# Xysticus graecus
Xysticus graecus är en spindelart som beskrevs av Carl Ludwig Koch 1837. Xysticus graecus ingår i släktet Xysticus och familjen krabbspindlar. Inga underarter finns listade i Catalogue of Life.